# کیت داکوورث
کیت داکوورث (به انگلیسی: Keith Duckworth) (زاده ۱۰ اوت ۱۹۳۳ - درگذشته ۱۸ دسامبر ۲۰۰۵) کارآفرین، طراح خودرو و مهندس مکانیک بریتانیایی بود، که در سال ۱۹۵۸ شرکت کازوورث را با مشارکت مایک کاستین تأسیس نمود.